# Paramyia nitens
Paramyia nitens is een vliegensoort uit de familie van de Milichiidae. De wetenschappelijke naam van de soort is voor het eerst geldig gepubliceerd in 1869 door Loew.